# Radicci
Radicci (em italiano significa "raízes") é um personagem-título de histórias em quadrinhos criado pelo cartunista brasileiro Carlos Henrique Iotti, em 1983. É apresentado dentro do contexto dos imigrantes italianos que colonizaram a região da Serra Gaúcha - mais especificamente Caxias do Sul - no extremo sul do Brasil. Nessa região, radicci é uma salada verde de pequenas folhas lisas e amargas, temperada apenas com vinagre caseiro de vinho tinto e que acompanha pratos como galeto, massa e polenta. Essas comidas são muito apreciadas pelo Radicci.
O personagem principal é uma caricatura do colono italiano que chegou ao sul do Brasil. Ele é engraçado, baixinho, gordo, beberrão, ranzinza, machista, preguiçoso, guloso, amante de vinho e da farra e inimigo mortal do trabalho e do banho.

## Outros personagens
- Genoveva: Genoveva Marcon (nome de solteira, Genoveva Da Ré) é a mulher de Radicci e verdadeiro obstáculo, entre ele e o garrafão de vinho. Está sempre repreendendo o marido quando ele bebe demais.
- Guilhermino: Guilherme Marcon é o filho hippie e naturalista de Radicci. Dá pouca importância aos estudos, demonstra muito interesse pelo rock'n'roll, tem o costume de denunciar o pai ao Ibama por caça ilegal.
- Nôno: é o patriarca da família. Ex-combatente da Segunda Guerra Mundial, ele só não lembra para qual lado.
- Tia Carmella: é a irmã do Radicci, viúva e religiosa fanática. Briga muito com o colono.
- Brutto: cão de estimação do Radicci, costuma farejar animais para seu dono caçar.
- Gigi: dono do bar que o Radicci frequenta.
- Padre Domênico: o pároco da região.